# Авъл Лициний Нерва (трибун)
Авъл Лициний Нерва (на латински: Aulus Licinius Nerva) е политик на Римската република от 2 век пр.н.е.
Произлиза от клон Нерва на фамилията Лицинии. Син е на Гай Лициний Нерва. Брат е на Гай Лициний Нерва (претор 167 пр.н.е. в провинция Далечна Испания).
През 177 пр.н.е. служи като народен трибун. През тази година заедно с Гай Папирий Турд критикува консула Авъл Манлий Вулзон по време на отсъствието му, затова че претърпял голяма загуба при вражеско нападение в Истрия. Двамата искат на Вулзон да не се признае вече продълженият му империум за следващата година и да го дадат на съд. Планът не успява, заради мнението на другия народен трибун Квинт Елий Пет. За новите консулски избури пристига другият консул Марк Юний Брут. Той е разпитан от Турд и Нерва за случилото се в Истрия, но Брут казва, че е бил там само единадесет дена и не знае повече за това от народните трибуни. Те не признават защитата на Брут и нападат отново Вулзон. Обвиняват го, че не се е допитал до Сената и че е водил лекомислена военна тактика и го предупреждават, че по-късно го чака процес.
През 171 пр.н.е. Нерва е на остров Крит comissionat на стрелците на консула Публий Лициний Крас, който е командир на римската войска в третата македонска война против Персей от Македония в Тесалия. През 169 пр.н.е. е в Древна Македония и служи за римската армия. През 166 пр.н.е. е претор и управлява Испания.